# Hayyim Schirmann
Hayyim (Jefim) Schirmann (Kiev, 18 de octubre de 1904- 14 de junio de 1981) 
fue uno de los más destacados eruditos en poesía hebrea de la Edad Media y el Renacimiento.

## Biografía
Durante la Revolución rusa su familia fue desarraigada y se asentó en 1920 en Berlín, lo que interrumpió su educación secundaria. La transición del ruso al alemán retrasó su graduación hasta 1924, pero tras el ajuste su progreso académico fue rápido, y cuatro años después su tesis doctoral, La traducción hebrea del Maqam de Hariri (Die hebräische Übersetzung der Maqamen des Hariri, Frankfurt am Main, 1930) estaba preparada para impresión. Schirmann se licenció en Lingüística Semítica por la Universidad de Berlín en 1930.
Poco después trabajaba en una obra, Una comedia italo-hebrea del siglo XVI que en 1932 estaba preparada para su publicación, aunque hasta 1946 no fue impresa. Hacia 1934 Schirmann completó un gran proyecto, Antología de la poesía hebrea en Italia (Mivhar HaShirah Ha'Ivrith B'Italia), una antología de unas 600 páginas sobre poesía hebrea en Italia desde el siglo IX hasta inicios del siglo XX que, pese al desarrollo de este tema en nuevas colecciones, sigue siendo la mejor antología global sobre el tema. Esas dos obras, la traducción de Hariri y la antología indican claramente las dos áreas geográficas que serían de interés para Schirmann durante toda su carrera, España-Provenza e Italia.
Cabe señalar dos hechos de gran significancia para Schirmann y su obra, la fundación de la Universidad Hebrea de Jerusalén, hacia mediados de la década de 1920, y la del Schocken Institute for the Study of Medieval Liturgical Poetry en 1930 por el editor alemán Salman Schocken.
Schirmann comenzó a trabajar en el recién fundado Instituto Schocken para el estudio de la poesía medieval hebrea, por invitación del director, Chaim Brody. Tras la toma de poder por los nazis, ambos emigraron a Jerusalén, donde el Instituto continuó su trabajo, aunque las colaboraciones dejaron de imprimirse en alemán. En 1937 Schirmann fue invitado como lector a la Universidad Hebrea de Jerusalén, donde fue nombrado en 1952 catedrático de poesía hebrea medieval. Tras suceder a David Yellin como profesor, Schirmann consolidó la enseñanza de la materia en la Universidad Hebrea, y entre sus estudiantes emergieron algunos de los mayores expertos en el tema de la segunda mitad del siglo XX. Schirmann se implicó tanto en la edición de autores individuales, como en su obra monumental, la Historia de la poesía hebrea, en dos tomos, que fue editado de forma póstuma por Esra Fleischer. En 1975 consiguió el Premio Israel por "estudios judíos" y en 1964 fue elegido como miembro de la Academia Israelí de Ciencias y Humanidades. Fue nombrado profesor emérito en 1968.

## Obra
La obra de Schirmann abarca toda la producción poética hebrea desde inicios de la Edad Media hasta el Renacimiento. Además de la poesía de España y Provenza, que ocupó el centro de su trabajo, Schirmann dedicó su atención a la poesía y teatro hebreos y a la música judía de Italia. También escribió sobre antigua poesía litúrgica y fue el autor de algunos ensayos sobre Askenaz y Yemen. Por otro lado, publicó poemas de manuscritos en ediciones críticas, editó antologías para escuelas, escribió ensayos monográficos y así sucesivamente. De entre sus numerosas publicaciones, la que alcanzó una mayor influencia fue Poesía hebrea en España y Provenza (primera edición en 1957, segunda en 1960), una antología en cuatro volúmenes, recopilada de acuerdo tanto a la representación histórica como al mérito estético de las obras, que fue inmediatamente reconocida como el canon aceptado de obras maestras hebreas escritas en España durante un periodo de 550 años.

### Publicaciones (selección)
- Die hebräische Übersetzung der Maqamen des Hariri (Schriften der Gesellschaft zur Förderung der Wissenschaft des Judentums 37). Frankfurt am Main: J. Kauffmann 1930.
- מבחר השירה העברית באיטליה [Antología de la poesía hebrea en Italia]. Berlín: Schocken 1934.
- השירה העברית בספרד ובפרובאנס [Poesía hebrea en España y Provenza]. 2 tomos, Jerusalén 1954/56.
- תולדות השירה העברית בספרד המוסלמית [La historia de la poesía hebrea en la España musulmana. Editado, suplemento y anotaciones de Ezra Fleischer.] Jerusalem: Magnes 1995. ISBN 965-223-914-3 (en hebreo)
- תולדות השירה העברית בספרד הנוצרית ובדרום צרפת [La historia de la poesía hebrea en la España cristiana y el sur de Francia. Editado, suplemento y anotaciones de Ezra Fleischer]. Jerusalén: Magnes 1997. ISBN 965-223-963-1 (en hebreo)